# Monepiskopat
Ein Monepiskopat (von altgriechisch μόνος monos, deutsch ‚ein‘, und ἐπίσκοπος epískopos, deutsch ‚Aufseher‘) oder monarchischer Episkopat ist eine christliche Gemeindestruktur, bei der ein einziger Bischof die Gemeinde leitet. Die Form entwickelte sich in der Urkirche seit Anfang des 2. Jahrhunderts und setzte sich spätestens um die Mitte des 3. Jahrhunderts weitgehend durch.
Im ersten christlichen Jahrhundert gab es keine allgemein verbreitete Gemeinde- und Ämterstruktur. Zwar ist bereits in den neutestamentlichen Schriften von Ämtern die Rede, auch von den sich später durchsetzenden Ämtern Bischof, Presbyter und Diakon, doch waren deren Aufgaben noch nicht fixiert. Ein und derselbe Personenkreis konnte mit unterschiedlichen Begriffen angesprochen werden, es war damit noch keine feste Ämterordnung verbunden. Die paulinischen Gemeinden standen angesichts der paulinischen Betonung der Herrschaft des Heiligen Geistes, der Gleichberechtigung der Charismen und der gegenseitigen Unterordnung dem Gedanken einer Amtsautorität reserviert gegenüber. Andererseits darf auch nicht übersehen werden, dass es in den paulinischen Gemeinden sehr wohl Dienste der Leitung und Vorsteherschaft gab: im ersten Thessalonicherbrief erwähnt Paulus jene, die sich Mühe geben, die Gemeinde „im Namen des Herrn zu leiten“ (5,12), im Römerbrief spricht er vom Dienst des „Vorstehers“ (12,8), im Philipperbrief grüßt er die „Bischöfe und Diakone“ (1,1) und die Gemeinde von Korinth fordert er auf, sich dem „Haus des Stephanas“ und dessen Helfern und Mitarbeitern unterzuordnen (vgl. 1 Kor 16,15f). Gleichzeitig entstand in Gemeinden mit stärker judenchristlichem Einfluss ein Modell presbyterialer Gemeindeleitung. Hier stand ein Gremium von mehreren Ältesten, den Presbytern, an der Spitze einer christlichen Gemeinde.
Der Monepiskopat entwickelte sich, indem einzelne Presbyter, später ein einziger aus dem Kreis der Presbyter, eine besondere Leitungsfunktion innehatte. Ein einziger Bischof war dann verantwortlich für eine Gemeinde oder Teilkirche. Unterstützt wurde er von Priestern und Diakonen.
Zusammen mit dem biblischen Kanon und der Glaubensregel gehört der Monepiskopat zu den drei Normen, durch welche die Alte Kirche die innere Krise zu überwinden suchte, in die sie im zweiten Jahrhundert durch den Gnostizismus, den Markionitismus und den Montanismus verwickelt wurde.